# Calohypsibius maliki
Calohypsibius maliki är en djurart som tillhör fylumet trögkrypare, och som beskrevs av Łukasz Michalczyk och Łukasz Kaczmarek 2005. Calohypsibius maliki ingår i släktet Calohypsibius och familjen Calohypsibiidae. Inga underarter finns listade i Catalogue of Life.